# Rhagoletis juglandis
Rhagoletis juglandis
 es una especie de insecto del género Rhagoletis, familia Tephritidae, orden Diptera. Cresson la describió en 1920.
Se alimenta de nueces (Juglans). Se encuentra en el oeste de Estados Unidos.